# 9470 Jussieu
9470 Jussieu eller 1998 OS10 är en asteroid i huvudbältet som upptäcktes den 26 juli 1998 av den belgiske astronomen Eric W. Elst vid La Silla-observatoriet. Den är uppkallad efter de franska botanikerna Bernard, Joseph, Antoine-Laurent och Antoine de Jussieu.
Asteroiden har en diameter på ungefär 12 kilometer och den tillhör asteroidgruppen Themis.